# 량위솨이
량위솨이(중국어 간체자: 梁育帅, 정체자: 梁育帥, 병음: Liáng Yùshuài, 한자음: 양육사, 2000년 9월 10일~)는 중화인민공화국의 태권도 선수이다. 2024년 하계 올림픽에서 남자 밴텀급 동메달을 획득했고 2022년 세계 선수권 대회에서 남자 밴텀급 금메달을 획득했다.